# レイモンド・レッパード
レイモンド・ジョン・レッパード （Raymond John Leppard CBE, 1927年8月11日 - 2019年10月22日）は、イギリスの指揮者・チェンバロ奏者。

## 略歴
1927年、ロンドン生まれ。ケンブリッジ大学のトリニティ・カレッジを卒業。活動当初はバロック音楽の指揮者・チェンバロ奏者として活躍したが、後にバロック音楽に留まらず幅広いレパートリーを指揮している。1960年代から1970年代にイギリス室内管弦楽団に頻繁に客演する。1973年から1980年までBBCノーザン管弦楽団（現BBCフィルハーモニック）の首席指揮者を務めた。その後インディアナポリス交響楽団の音楽監督に就任、現在同楽団の名誉指揮者である。モンテヴェルディやカヴァッリ等のオペラ研究でも知られる。2019年10月22日、アメリカ合衆国インディアナポリスで亡くなった。92歳没。